# Save Our Souls (musikgrupp)
Save Our Souls är ett rockband från New York, New York. Bandet bildades 2003 och består av George William  (sång, keyboard), Jason D'Amelio (trummor), Pete Griffin (basgitarr), Julian Petrow (gitarr) och Elias Tannous (gitarr). Save Our Souls släppte sitt första album, Are We Innocent? 2006. Albumet såldes i över 7 000 exemplar bara i New York.

## Medlemmar
Nuvarande medlemmar
- George William – sång, keyboard (2003– )
- Marcin Rygiel – basgitarr (2011– )
- Jason D'Amelio – trummor (2003– )
- Julian Ken – gitarr (2003– )

Tidigare medlemmar
- Pete Griffin – basgitarr (2003)
- Dan Casper – gitarr (2006–2008)
- Joshua Jaffe – basgitarr (2003–2006)
- Justin D'Amelio – basgitarr (2006–2010)
- Eddie Delgado – gitarr (2003–2006)
- Elias Tannous – gitarr (2003–2011)
- Graham Goetz – basgitarr (2010–2011)

### Diskografi
Studioalbum
- 2006: Are We Innocent? (Som Chiba-Ken/Gotham Records)
- 2009: Hard to Be Human (som Chiba-Ken)

EP
- 2005: Faces of the Moment (som Chiba-Ken)
- 2012: Animal